# O’G3NE

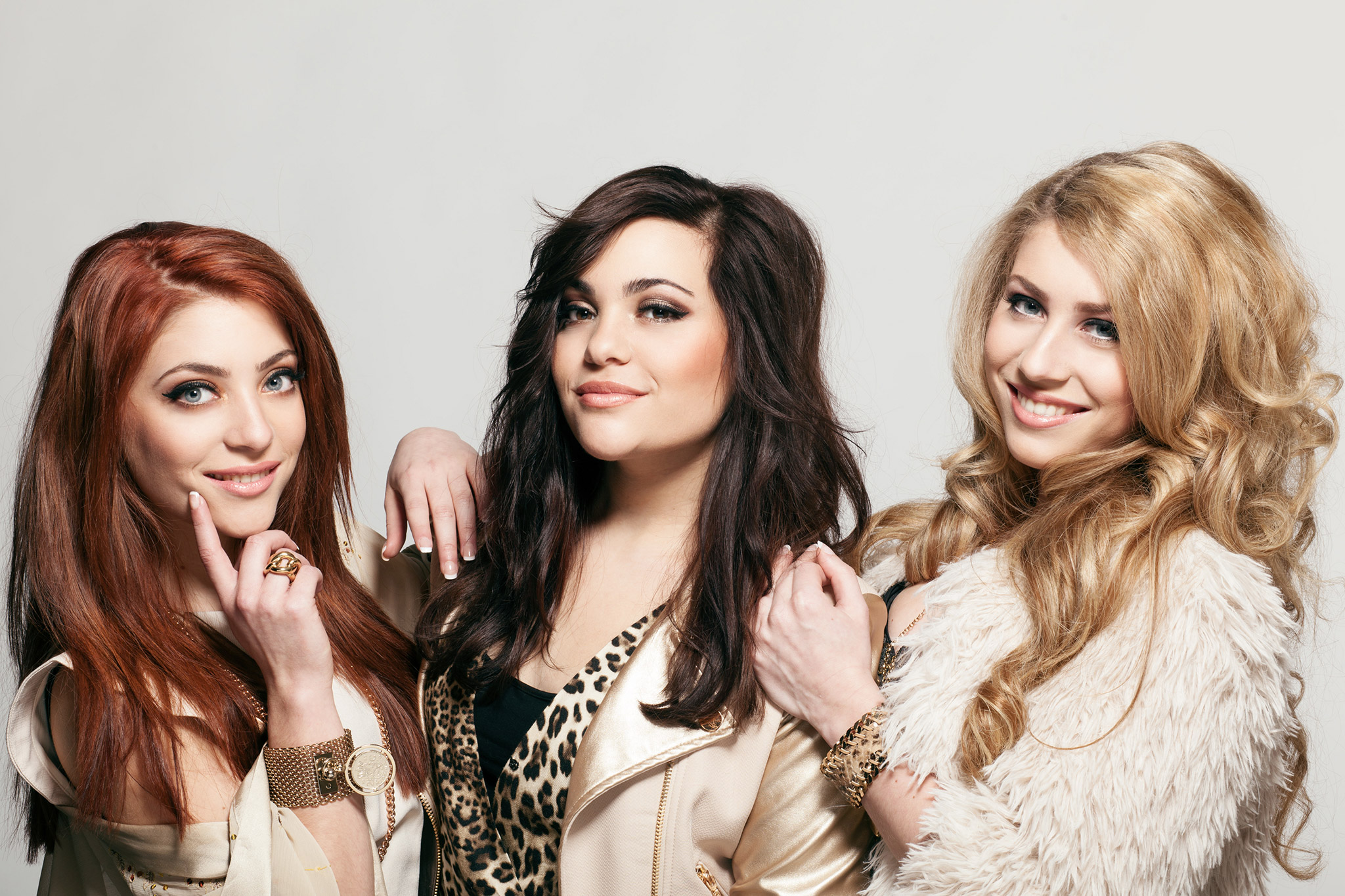
O’G3NE. (v.l.n.r Amy, Shelley, Lisa)

O’G3NE ist eine niederländische Girlgroup. Das Trio vertrat die Niederlande mit dem Song Lights and Shadows beim Eurovision Song Contest 2017 in Kiew und belegte den elften Platz. Der Bandname setzt sich aus der Blutgruppe 0, die die drei Schwestern von ihrer Mutter geerbt haben, und den Genen, die sie verbinden, zusammen.

## Leben und Bandgeschichte
Lisa (* 21. Juni 1994) und die Zwillinge Amy und Shelley Vol (* 18. Oktober 1995) wurden in Dordrecht geboren und wuchsen in Fijnaart in der Gemeinde Moerdijk in Nordbrabant auf. 2007 bewarben sich die Schwestern – damals noch schlicht unter dem Namen Lisa, Amy & Shelley – beim Junior Songfestival 2007, der niederländischen Vorentscheidung zum Junior Eurovision Song Contest 2007. Sie gewannen sowohl das Halbfinale, wie auch das Finale des Wettbewerbs mit maximaler Punktzahl und erhielten somit das Startrecht beim europäischen Finale im Rotterdamer Ahoy. Mit dem Titel Adem in, adem uit platzierte sich das Trio auf dem elften Rang bei 17 Teilnehmerländern. Ein Jahr später veröffentlichten sie im Juni 2008 mit 300 % ihr erstes gemeinsames Album, das auf Platz 26 der niederländischen Albumcharts kletterte. 2011 erschien das zweite Album Sweet 16, das sich ebenfalls in den niederländischen Charts platzieren konnte.
2014 traten die Frauen erstmals als O'G3NE bei der fünften Staffel der Castingshow The Voice of Holland auf. Mit der Interpretation des Songs Emotion von Destiny’s Child (im Original von Samantha Sang und den Bee Gees) während der Blind Auditions konnten sie alle Coaches überzeugen und entschieden sich für das Team von Marco Borsato. Das Trio gelangte in das Finale der Show und konnte es mit 53,7 Prozent der Zuschauerstimmen für sich entscheiden. O'G3NE wurden somit die weltweit erste Band, die eine Staffel des The Voice-Franchises für sich entscheiden konnte. Der Finalsong Magic stieg in die Nederlandse Top 40 und erhielten für 15.000 Downloads eine Goldene Schallplatte. Weitere Singleveröffentlichungen waren weniger erfolgreich. 

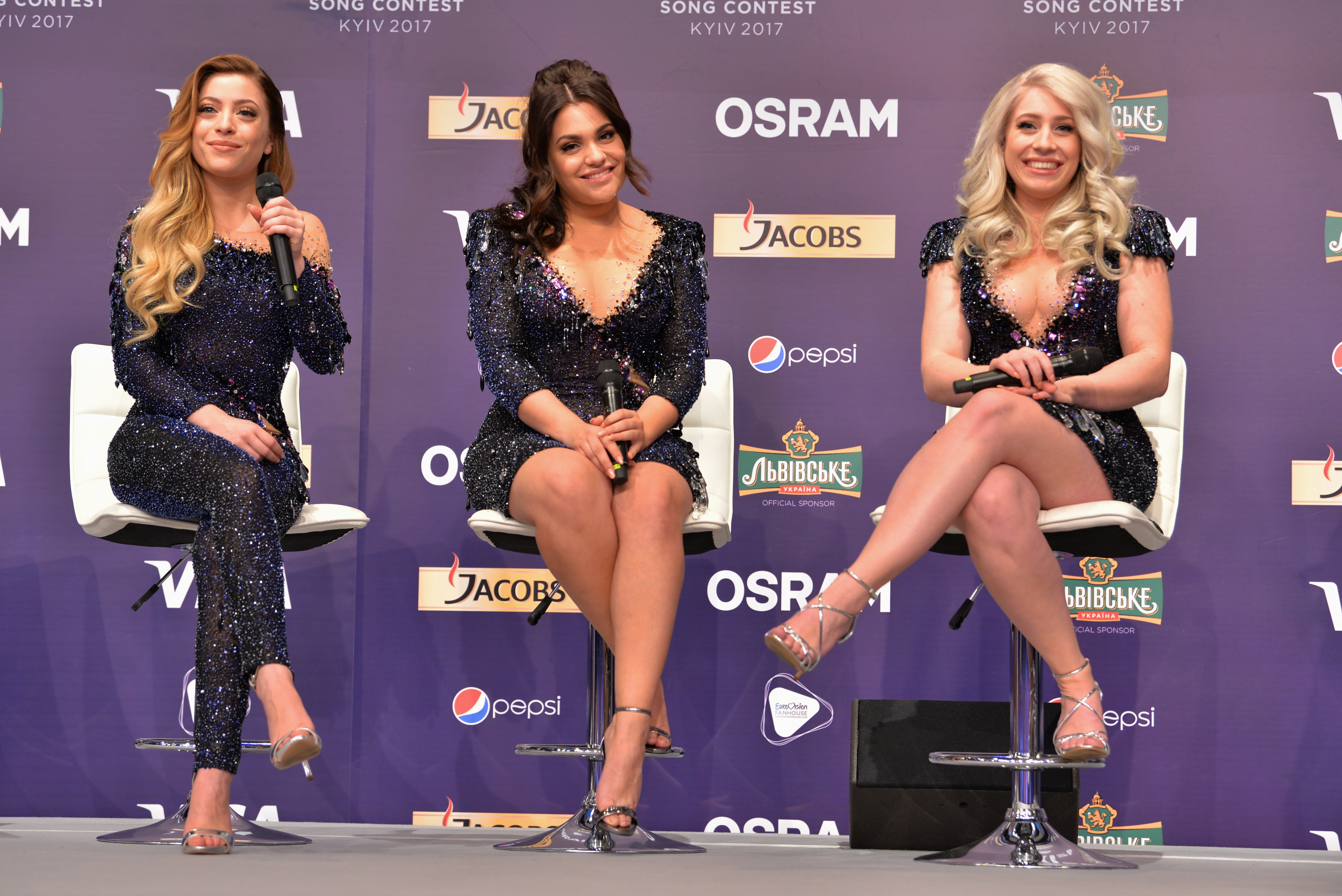
O'G3NE während einer Presseveranstaltung im Rahmen des Eurovision Song Contest 2017 in Kiew

2016 nahmen die Schwestern an De beste zangers van Nederland, dem Vorbild von Sing meinen Song, teil. Ihr erstes Album unter neuem Bandnamen erschien Ende September 2016. We Got This erreichte nach Veröffentlichung den ersten Platz der niederländischen Albumcharts und wurde 2017 mit einer Goldenen Schallplatte ausgezeichnet. Am 29. Oktober 2016 gab die niederländische Rundfunkanstalt AVROTROS bekannt, dass O'G3NE die Niederlande beim Eurovision Song Contest 2017 vertreten werden. Am 3. März 2017 wurde der Beitrag Lights and Shadows, geschrieben von ihrem Vater Rick Vol und Rory de Kievit, veröffentlicht. Der Song ist eine Hommage an ihre Mutter, die zu diesem Zeitpunkt schon seit mehreren Jahren an der seltenen Krebsart Osteosarkom litt. Am 11. Mai 2017 nahm die Band am zweiten Halbfinale des Eurovision Song Contest 2017 teil und qualifizierte sich für das zwei Tage später stattfindende Finale im International Exhibition Centre in Kiew. Dort erreichten O'G3NE mit 150 Punkten den elften Platz unter 26 Teilnehmerländern.
Am 12. Juli 2017 verstarb ihre Mutter. Daraufhin zogen sie sich vorerst von der Öffentlichkeit zurück. Am 12. Oktober 2017 veröffentlichten sie während der Gouden Televizier-Ring Gala 2017 ihren neuen Song But I Do.
Im Spätsommer 2017 startete die Band die Tournee Three Times A Lady durch die Niederlande.
2024 änderten sie ihren Namen in OGENE.

## Diskografie

### Alben
| Jahr | Titel           | Höchstplatzierung, Gesamtwochen, AuszeichnungChartsChartplatzierungen (Jahr, Titel, Platzierungen, Wochen, Auszeichnungen, Anmerkungen) | Anmerkungen             |
| Jahr | Titel           | NL | Anmerkungen             |
| ---- | --------------- | --- | ----------------------- |
| 2008 | 300 %           | NL26 (12 Wo.)NL | als Lisa, Amy & Shelley |
| 2011 | Sweet 16        | NL45 (6 Wo.)NL | als Lisa, Amy & Shelley |
| 2016 | We Got This     | NL1 Gold · (48 Wo.)NL |                         |
| 2019 | Straight to You | NL8 (7 Wo.)NL |                         |

### Singles
| Jahr | Titel Album          | Höchstplatzierung, Gesamtwochen, AuszeichnungChartsChartplatzierungen (Jahr, Titel, Album, Platzierungen, Wochen, Auszeichnungen, Anmerkungen) | Anmerkungen                        |
| Jahr | Titel Album          | NL | Anmerkungen                        |
| ---- | -------------------- | --- | ---------------------------------- |
| 2015 | Magic –              | NL20 Gold · (5 Wo.)NL | Finalsong von The Voice of Holland |
| 2017 | Lights and Shadows – | NL33 Gold · (3 Wo.)NL |                                    |

#### Weitere Singles
als Lisa, Amy & Shelley
- 2007: Adem in, adem uit
- 2008: Zet ’m op
- 2008: The Power of Christmas

als O’G3NE
- 2014: Emotion (Original von The Bee Gees/Destiny’s Child aus The Voice of Holland)
- 2014: Change Will Come (Original von Elliott Murphy aus The Voice of Holland)
- 2014: Hold on (Original von Wilson Phillips aus The Voice of Holland)
- 2015: Cold
- 2015: Wings to Fly
- 2015: The Power of Christmas
- 2016: Take the Money and Run
- 2016: Clown (NL: Gold)
- 2016: Loved You First
- 2017: But I Do
- 2018: Clouds Across The Sun
- 2018: Alles Is Nog Hier
- 2019: Starve
- 2019: First Clash Lovers
- 2020: Kinda Wanna
- 2020: Bohemian Rhapsody
- 2020: Three Degrees Medley
- 2020: Homesick
- 2020: Earth, Wind & Fire Medley
- 2020: Thinking Out Loud
- 2020: Straight To You
- 2020: Handgeschreven Kus
- 2021: Dat Ben Jij